# Wolfgang Loitzl
Wolfgang Loitzl (nascido em 13 de janeiro de 1980) é um saltador de esqui da Áustria. Compete desde 1997.
Conquistou sete medalhas no Campeonato Mundial de Esqui Nórdico da Federação Internacional de Esqui, sendo seis ouros (pista normal individual normal: 2009, pista normal por equipes: 2001, 2005; pista longa por equipes: 2005, 2007, 2009) e um bronze (pista longa por equipes: 2001).
Em 2010 conquistou a medalha de ouro na pista longa por equipes durante os Jogos Olímpicos de Vancouver.